# Alejandro Galván Garza
Alejandro Galván Garza (Linares, Nuevo León, 27 de septiembre de 1955 - Ciudad de México, Distrito Federal, 22 de noviembre de 2006) fue un político mexicano, miembro del Partido Acción Nacional y senador por Tamaulipas para el periodo 2006 - 2012.

## Trayectoria
Alejandro Galván Garza fue Ingeniero Agrónomo egresado del Instituto Tecnológico y de Estudios Superiores de Monterrey.
Consejero nacional y estatal del PAN y presidente estatal en Tamaulipas de 2004 a 2005, en 2006 fue elegido Senador de la LX Legislatura del Congreso de la Unión de México para el periodo 2006 - 2012.
En la LX Legislatura se desempeñó como Presidente de la Comisión de Relaciones exteriores, América del Norte, y como integrante de las comisiones de Asuntos Fronterizos de la Zona Norte, Equidad y Género, y de Radio, Televisión y Cinematografía.

## Fallecimiento
El 22 de noviembre de 2006, cuando aún no hacía tres meses que había asumido su cargo, falleció a consecuencia de un infarto cerebral en un hospital de la Ciudad de México. Lázara Nelly González Aguilar ocupó su lugar en el Senado de México como suplente.